# Cathy O'Donnell
Cathy O'Donnell, geboren als Ann Steely, (Siluria (Alabama), 6 juli 1923 - Los Angeles (Californië), 11 april 1970) was een Amerikaanse actrice.

## Levensloop en carrière
O'Donnell tekende in 1945 een contract bij Samuel Goldwyn. Haar eerste film was Wonder Man. In 1946 speelde ze in The Best Years of Our Lives. Haar laatste filmrol speelde ze in 1959 in de film Ben-Hur.
O'Donnell was gehuwd met regisseur Robert Wyler. Ze overleed in 1970 op 46-jarige leeftijd.

## Beknopte filmografie
- Wonder Man, 1945
- The Best Years of Our Lives, 1946
- They Live by Night, 1948
- Ben-Hur, 1959

- Bibsys: 2121989
- Biblioteca Nacional de España: XX1689652
- Bibliothèque nationale de France: cb140308565 (data)
- Gemeinsame Normdatei: 129722952
- International Standard Name Identifier: 0000 0003 6835 7551
- Library of Congress Control Number: no96020404
- Nationale Bibliotheek van Tsjechië: xx0183613
- Nationale Bibliotheek van Israël: 987007444260505171
- SNAC: w6dn51cb
- Système universitaire de documentation: 059078707
- Virtual International Authority File: 34657245
- WorldCat: E39PBJqqwF68KQdkGTBwvHKcfq